# Jonas (Band)
Jonas war eine deutsche Independent-Band aus dem Landkreis Grafschaft Bentheim, die von 1996 bis 2001 existierte und zwei Alben auf L’age d’or veröffentlichte.
Die Band bestand aus Matthias Exler (Gesang, Gitarre), Jan van Triest (Bass), Henning Heck (Gitarre) und Sebastian Fremder (Schlagzeug), 1998 stieg Heck aus und wurde durch Ole Petras ersetzt. In dieser Konstellation wurden 1998 die EP Suicide Sunday und das Album September Sex Relationship eingespielt. Beide Veröffentlichungen erschienen über das Label L'AgeD'Or. 
1999 erschien das letzte Album unter dem Titel Sorry, I'm Sorry, Sorry. Wohingegen das erste Album noch sehr roh klang, zeigt dieses Album einen eher ruhigeren Sound, wobei ein stärkerer Fokus auf die Produktion gelegt wurde.
Im selben Jahr spielten Jonas bei Rock am Ring und Rock im Park. 
Exler und van Triest gründeten nach der Trennung die Band Union Youth. Sie produzierten drei Musikvideos, welche von den Sendern VIVA Zwei, VIVA und MTV ausgestrahlt wurden. Das Lied Grubby von ihrem zweiten Album Sorry, I’m Sorry, Sorry wird kurz im Doris Dörrie-Film Der Fischer und seine Frau angespielt.
Ihre letzte Konzertreihe spielte Jonas als Supportband für Blackmail im Jahr 2001. 

## Diskografie

### Alben
- 1998: September Sex Relationship
- 1999: Sorry, I'm Sorry, Sorry

### EPs
- 1998: Suicide Sunday E.P.

### Singles
- 1999: Grubby/Blanket (Maxi-Single)

### Kompilationen
- Romantic Warriors, Song: radio (unplugged)